# Aleksejs Lukašenko
Aleksejs Lukašenko (29 marzo 1967) è un ex pesista lettone, fino al 1991 sovietico, campione mondiale juniores nel 1986.

## Palmarès
| Anno | Manifestazione    | Sede  | Evento         | Risultato | Misura | Note |
| ---- | ----------------- | ----- | -------------- | --------- | ------ | ---- |
| 1986 | Mondiali juniores | Atene | Getto del peso | Oro       | 18,90  |      |